# 越南國家獨立黨
越南國家獨立黨，原名越南政黨，是一個越南的民族政治組織，由陳文恩、阮文參、胡文牙和吳晉仁成立於1945年3月10日，由成立於1939年的越南革命黨的一些人，也就是後來的越南人民革命黨和越南國家黨，越南復國同盟會的一部分。自1945年以來，在南圻參加反對法國重新佔領印度支那的運動。黨主席是胡文牙。總祕書是范玉石。該黨受到和好教派的幫助。